# Comuna Alimpești, Gorj
Alimpești este o comună în județul Gorj, Oltenia, România, formată din satele Alimpești (reședința), Ciupercenii de Olteț, Corșoru, Nistorești și Sârbești. Investigații arheologice efectuate în necropolele și așezările de la Alimpești și împrejurimi, ilustrează o existență care datează încă din epoca fierului.

## Așezare
Comuna este situată în plină zonă subcarpatică, de o parte şi de alta a râului Olteţ, în partea de nord-est a judeţului Gorj.

## Etimologie
Numele comunei Alimpești provine de la un boier care se chema Alimpescu.

## Monumente istorice

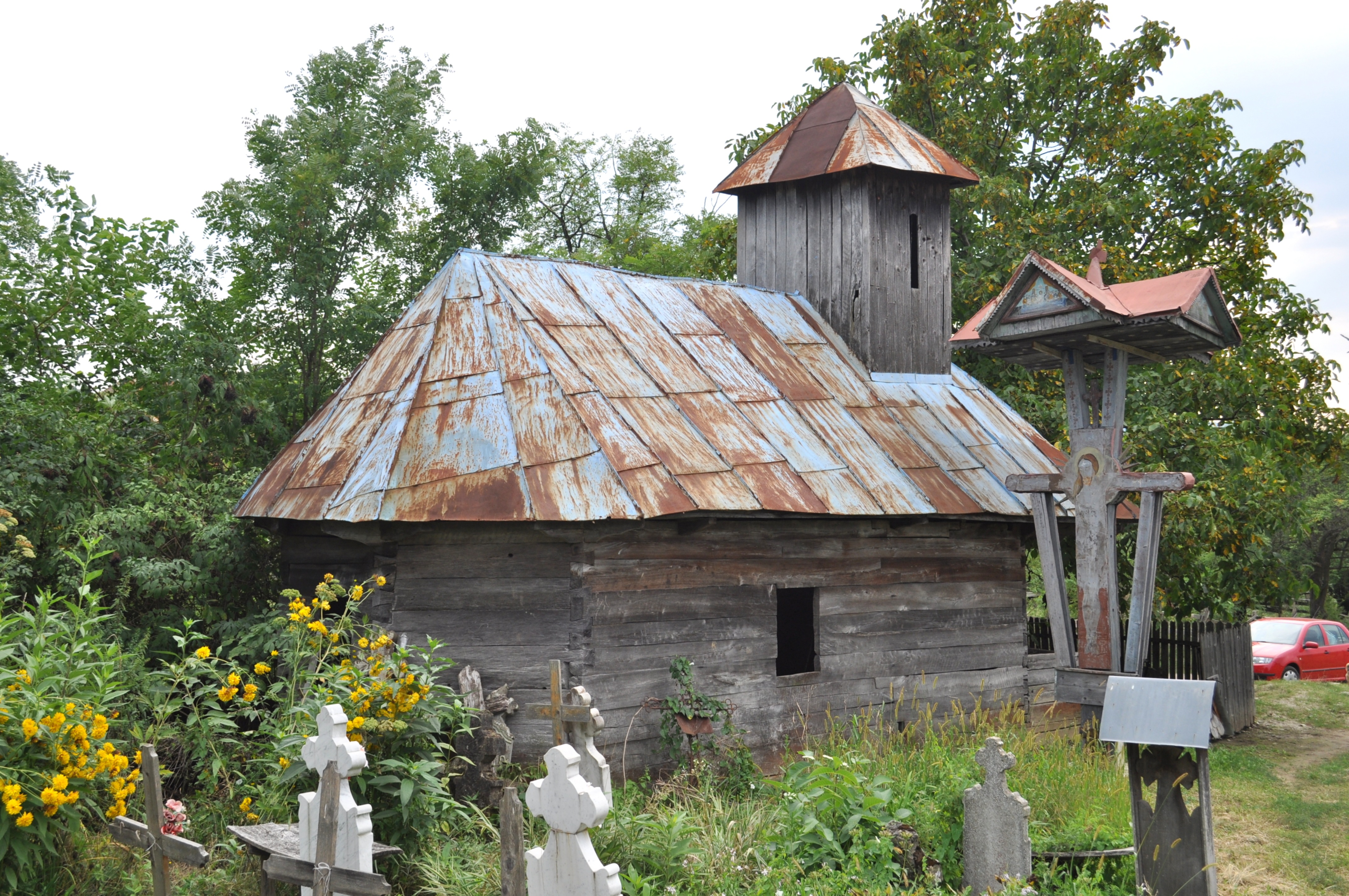
Biserica "Sfinții Îngeri" din satul Alimpești, monument istoric

Trei monumente istorice din comuna Alimpești sunt incluse în lista monumentelor istorice din județul Gorj. Acestea sunt: biserica de lemn din satul Nistorești, biserica de lemn din satul Alimpești precum și situl arheologic din Alimpești.

## Demografie
Componența etnică a comunei Alimpești
     Români (95,49%)
     Alte etnii (0%)
     Necunoscută (4,51%)
Componența confesională a comunei Alimpești
     Ortodocși (93,29%)
     Penticostali (1,04%)
     Alte religii (0,98%)
     Necunoscută (4,7%)
Conform recensământului efectuat în 2021, populația comunei Alimpești se ridică la 1.639 de locuitori, în scădere față de recensământul anterior din 2011, când fuseseră înregistrați 1.854 de locuitori. Majoritatea locuitorilor sunt români (95,49%), iar pentru 4,51% nu se cunoaște apartenența etnică. Din punct de vedere confesional, majoritatea locuitorilor sunt ortodocși (93,29%), cu o minoritate de penticostali (1,04%), iar pentru 4,7% nu se cunoaște apartenența confesională.

## Istorie
La sfârșitul secolului al XIX-lea, comuna făcea parte din plasa Amaradia a județului Gorj și era alcătuită din satele Alimpești și Berești, având o populație de 500 de locuitori. În comună funcționau 3 mori, 12 fântâni și două biserici. La acea vreme, pe teritoriul actual al comunei, în aceiași plasă, funcționau comunele Corșoru și Sârbești. Comuna Corșoru avea o populație de 663 de locuitori. În comună funcționa 34 de fântâni și două mori cu apă. Comuna Sârbești avea o populație de 553 de locuitori, iar în comună funcționa trei biserici, o școală și trei mori pe apă.
În 1925, comuna Corșoru s-a desființat, iar singurul sat a fost transferat comunei Alimpești. Conform Anuarului Socec, comuna făcea parte din plasa Novaci a aceluiași județ, având o populație de 1283 de locuitori (în satele Alimpești, Berești, Corșoru, Luculești, Nistorești și în cătunul Petecei).   Comuna Sârbești este consemnată în aceiași plasă, având o populație de 787 de locuitori (în satele Ciuperceni și Sârbești).
În anul 1950, comuna a fost arondată raionului Novaci a regiunii Gorj, raion care doi ani mai târziu a fost arondat regiunii Craiova, și apoi (după 1960), regiunii Oltenia.
În anul 1968, comuna a fost transferată la județul Gorj, căpătând actuala formă. Tot atunci, comuna Sârbești este desființată, iar satele ei au fost incluse în comuna Alimpești. Satul Ciuperceni, capătă numele de Ciupercenii de Olteț, satele Berești și Luculești sunt contopite cu satul Alimpești, iar satul Petecei este contopit cu satul Nistorești.

## Politică și administrație
Comuna Alimpești este administrată de un primar și un consiliu local compus din 11 consilieri. Primarul, Daniel Floarea[*], de la Partidul Național Liberal, este în funcție din 1 noiembrie 2024. Începând cu alegerile locale din 2024, consiliul local are următoarea componență pe partide politice:
|  | Partid                          | Consilieri | Componența Consiliului | Componența Consiliului | Componența Consiliului |
|  | ------------------------------- | ---------- | ---------------------- | ---------------------- | ---------------------- |
|  | Partidul Național Liberal       | 3          |                        |                        |                        |
|  | Partidul Social Democrat        | 3          |                        |                        |                        |
|  | Partidul PRO România            | 2          |                        |                        |                        |
|  | Alianța pentru Unirea Românilor | 2          |                        |                        |                        |
|  | Alianța Dreapta Unită           | 1          |                        |                        |                        |